# 光岡・リョーガ
リョーガ（Ryoga 、凌駕）は光岡自動車が販売していたクラシック風セダンである。

## 歴史

### 初代（1998年-2001年）

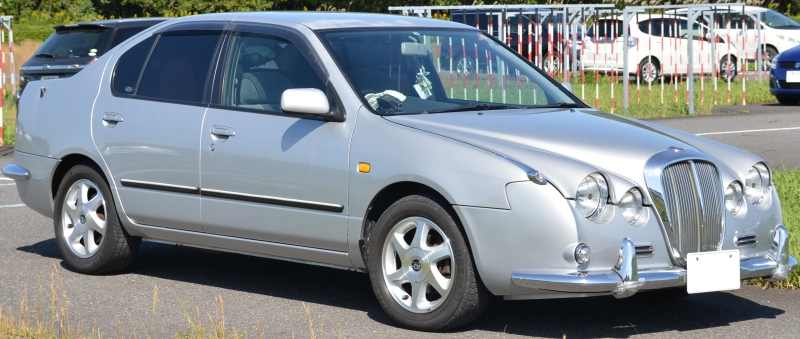
初代

- 1998年2月登場。ベースは中期型（1997年9月 - 1998年8月）以降のP11型プリメーラおよびプリメーラワゴン。エンジンは1800ccのSR18DEと2000ccのSR20DEが設定され、シフトは5MTと4ATとハイパーCVT-M6が設定されていた。内装に関しては木目加飾が行われておらず、ほぼプリメーラと共通だった。また、リアデザインに関してはセダンはトランクが一部加工されていたが、ワゴンに関してはリアコンビネーションランプ、バンパー以外はほぼベース車のままだった。
- 1998年9月にベース車のマイナーチェンジに伴い、Hyper CVTとの組み合わせとなるQG18DD型直噴エンジン (NEO Di) 搭載車を設定するとともに、SR18DEがQG18DEリーンバーン (NEO) に差し替えられる。SR20DE 2WD車のHyper CVTがNEO VVL車と同じマニュアルモードM6機構付に、また、QG18DE車のATが新開発の電子制御フルレンジE-ATxとなる。
- 2001年1月にベースとなる新車のプリメーラの生産・販売終了後も認定中古車の生産・販売が2007年12月頃まで行われていた。

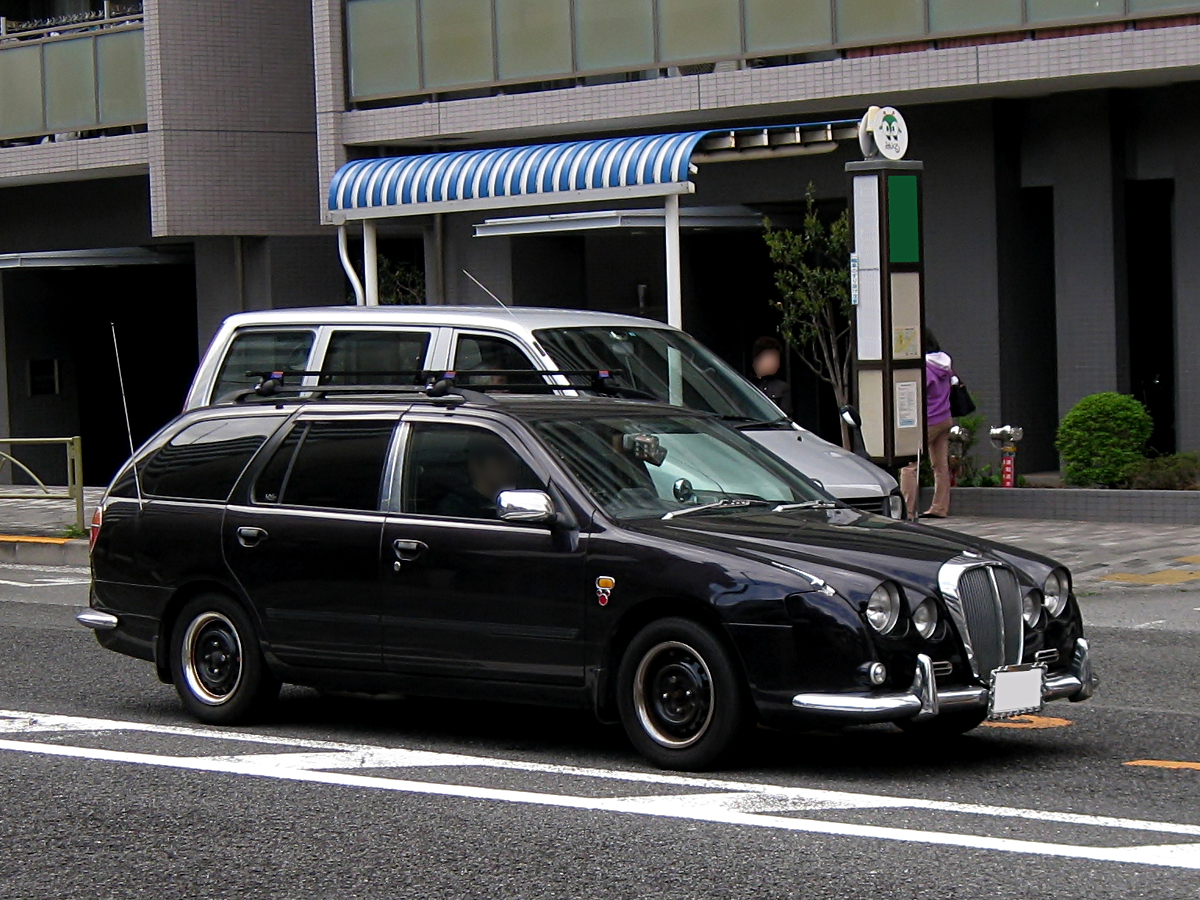
ワゴン

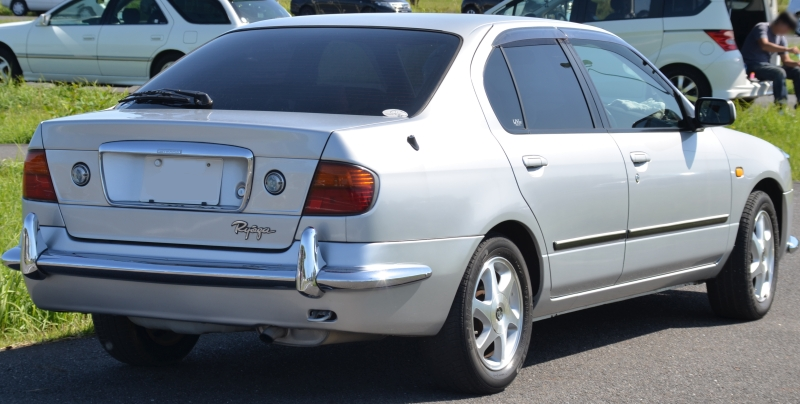
リア

### 2代目（2001年-2004年）
- 2001年登場。ベース車両をB15型サニーに変更し、先代より価格を抑えている。グレードはデラックス（サニーEXサルーンに相当）、1500ロイヤル（サニースーパーサルーンSVに相当）、1800ロイヤル（サニースーパーサルーンに相当）で、エンジンは1500ccのQG15DEと1800ccのQG18DD（ロイヤルのみ）が設定され、シフトは5MTと4AT、1800cc車にはCVTが設定された。
- 2代目は先代より前後のデザインが大きく変更されており木目加飾や合皮シートの設定もあり、より光岡車らしくなっている。
- 2002年ベース車のマイナーチェンジ。この時点で平成12年排出ガス規制に適合しない1800cc車が廃止された。
- 2004年10月にベースとなる新車のサニーの生産・販売終了後も認定中古車の生産・販売が2011年7月頃まで行われていた。